# 石垣島ラー油

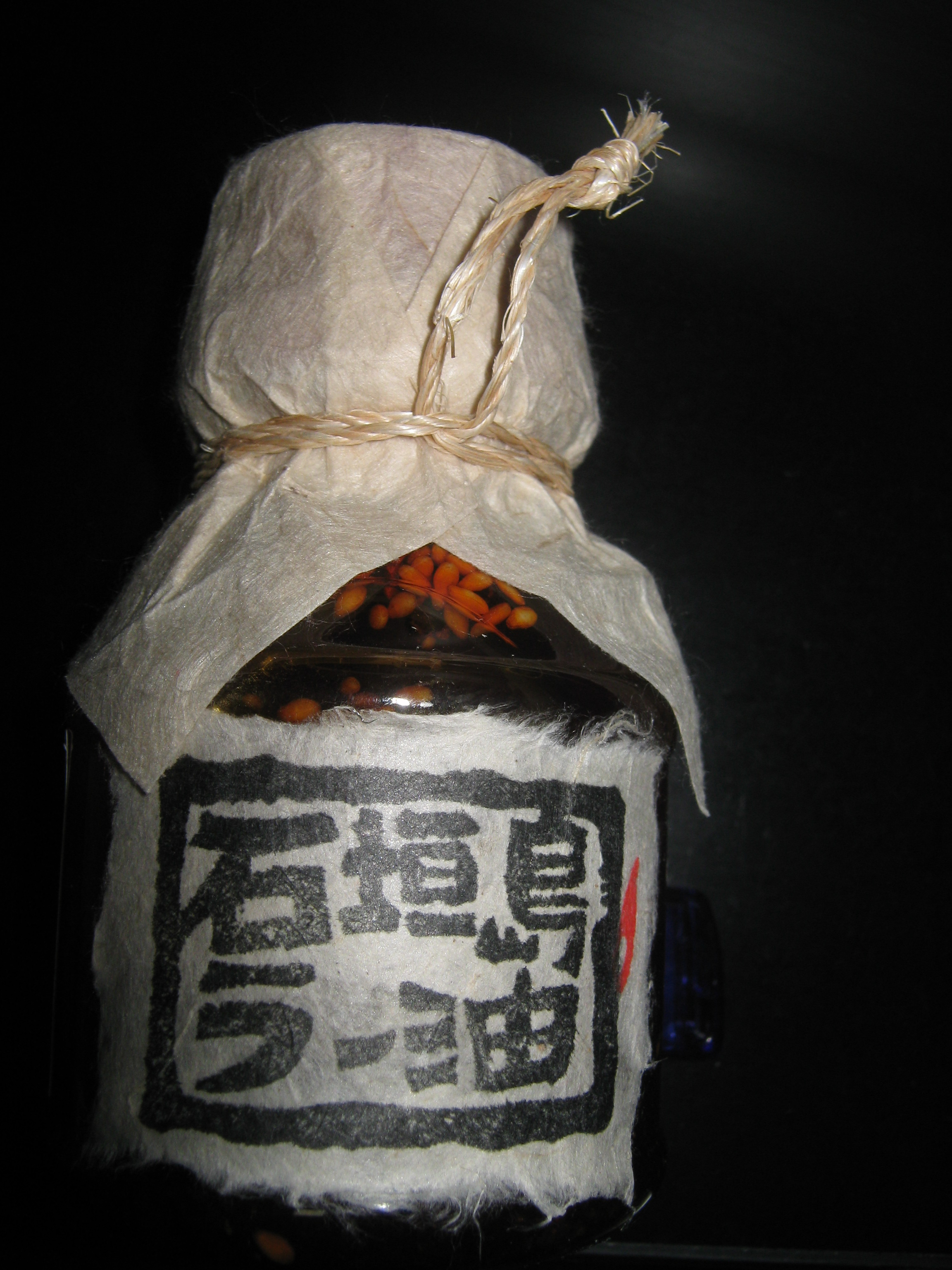
石垣島ラー油

石垣島ラー油（いしがきじまラーゆ、愛称：石ラー（いしラー））は、沖縄県石垣市石垣島のみで製造されている具材を食べるタイプのラー油（辣油）である。2000年（平成12年）に販売が開始された。

## 概要
石垣島在住の夫婦（夫は中国・陝西省西安出身の辺銀暁峰、妻は東京都出身の愛理）が、具材を食べるタイプのラー油を開発し、2000年（平成12年）、石垣島にて開催されたイベントで販売したのが始まりである（ただし、具の入ったラー油そのものは中国にて古くから存在している）。以来、好評を博し、石垣島にてその夫婦が営む店で作られることとなった。
販売は、石垣市内にある石垣島ラー油工房、わしたショップ、日本各地の小売店での小売りのほか、日本全国向けに通信販売が行われている。日本全国に愛好者がいるが、生産量と販売店の少なさから「幻のラー油」とも呼ばれている。
本品が登場して以降、八重山諸島では黒米や塩といった郷土の特産品が次々と商品化された。八重山諸島を含む沖縄の特産品業界が、支持を集める石垣島ラー油に刺激を受けて活性化している。また、本品が人気を博したことがきっかけとなって、ラー油市場が2000年代中盤以降に規模拡大傾向となっている。
また妻・愛理さんの著書『ペンギン夫婦がつくった石垣島ラー油のはなし』を原案とした映画『ペンギン夫婦の作りかた』が2012年に公開され、石垣島ラー油の誕生などが描かれている。

## 特徴
唐辛子、石垣の塩、島唐辛子、ピパーチ（島コショウ・和名はヒハツモドキ）、春秋ウコン、黒砂糖、ニンニク、白胡麻、黒豆、山椒、植物油を原材料とする。
辛味を抑えたまろやかな味と、一般的なラー油とは違って多くの具材が沈殿している点、その具料を食材として使う点などが特徴的である。

## 関連商品
2010年7月12日には、ペンギン食堂が監修した「ポテトチップス 石垣島ラー油味」がカルビーからコンビニエンスストア限定で発売された。これは、石垣島ラー油を使用したものではなく、石垣島ラー油に含まれる島唐辛子、石垣の塩、ピパーチ、ウコン、黒砂糖、ニンニク、ごま、山椒、味噌、オリーブオイルの10種類の素材を使用して、石垣島ラー油の味を再現しつつ、ポテトチップスに合うように調整したものである。

## 書籍
- 辺銀暁峰、辺銀愛理『ペンギンごはんとおいしい石ラー仲間』主婦と生活社、2006年。ISBN 978-4-3911-3309-7。
- 辺銀暁峰、辺銀愛理『ペンギン夫婦がつくった石垣島ラー油のはなし』マガジンハウス、2008年。ISBN 978-4-8387-1900-6。